# Св. св. Петър и Павел (Яково)
Вижте пояснителната страница за други значения на Свети апостоли Петър и Павел.
„Св. св. Петър и Павел“ е българска църква в петричкото село Яково, България. Църквата е част от Неврокопската епархия на Българската патриаршия.
Църквата е построена от майстор Илия Йосифов.